# 9419 Keikochaki
A 9419 Keikochaki (ideiglenes jelöléssel (9419) 1995 XS) a Naprendszer kisbolygóövében található aszteroida. Kobajasi Takao fedezte fel 1995. december 12-én.